# Schmidtea mediterranea
Schmidtea mediterranea là một loài giun dẹp nước ngọt sống ở miền nam châu Âu và Tunisia. Đây là một sinh vật mô hình cho sự tái sinh và phát triển của các mô như não.

## Phân bố
Schmidtea mediterranea được tìm thấy ở một số vùng ven biển và hải đảo ở Tây Địa Trung Hải: Catalonia, Menorca, Mallorca, Corsica, Sardinia, Sicily và Tunisia.

## Sinh thái
Nhiệt độ nước cao (25-27 °C) có tác dụng tiêu diệt S. mediterranea, trong khi sự khác biệt về độ pH của nước (6,9-8,9) dường như không có ảnh hưởng quan trọng tới sự tồn tại của loài này.
S. mediterranea có thể có liên hệ với các động vật như các loài chân bụng, hai mảnh vỏ, côn trùng, đỉa, và tuyến trùng.

## Sinh sản
Mẫu vật sinh sản của Schmidtea mediterranea đón kén giữa tháng 11 và tháng tư. Trong tháng Năm, khi nhiệt độ nước tăng lên trên 20 °C, chúng sẽ mất bộ máy sinh sản của chúng. Mặc dù vậy, chúng không sinh sản vô tính (bằng cách phân đôi) trong những tháng mùa hè.